# Хнушінак
Ханоба (азерб. Xanoba), Хнушінак (вірм. Խնուշինակ) — село в Мартунинському районі Нагірно-Карабаської Республіки. Село розташоване за 12 км на південний захід від міста Мартуні, на трасі Мартуні — Кармір шука, між селами Чартар та Ґіші.

## Пам'ятки
В селі розташоване селище «Хін Хнушінак» (Старий Хнушінак) 9-20 ст. та церква Сурб Аствацацін 19 ст.

## Відомі уродженці
Шакарян Марія Сумбатівна (1924—2003) — радянський і російський вчений-правознавець вірменського походження.